# Rudolf Serkin
Rudolf Serkin (28. březen 1903, Cheb – 8. květen 1991, Guilford) byl česko-rakousko-americký klavírista židovského původu. Proslul svou interpretací Beethovenových skladeb.

## Život

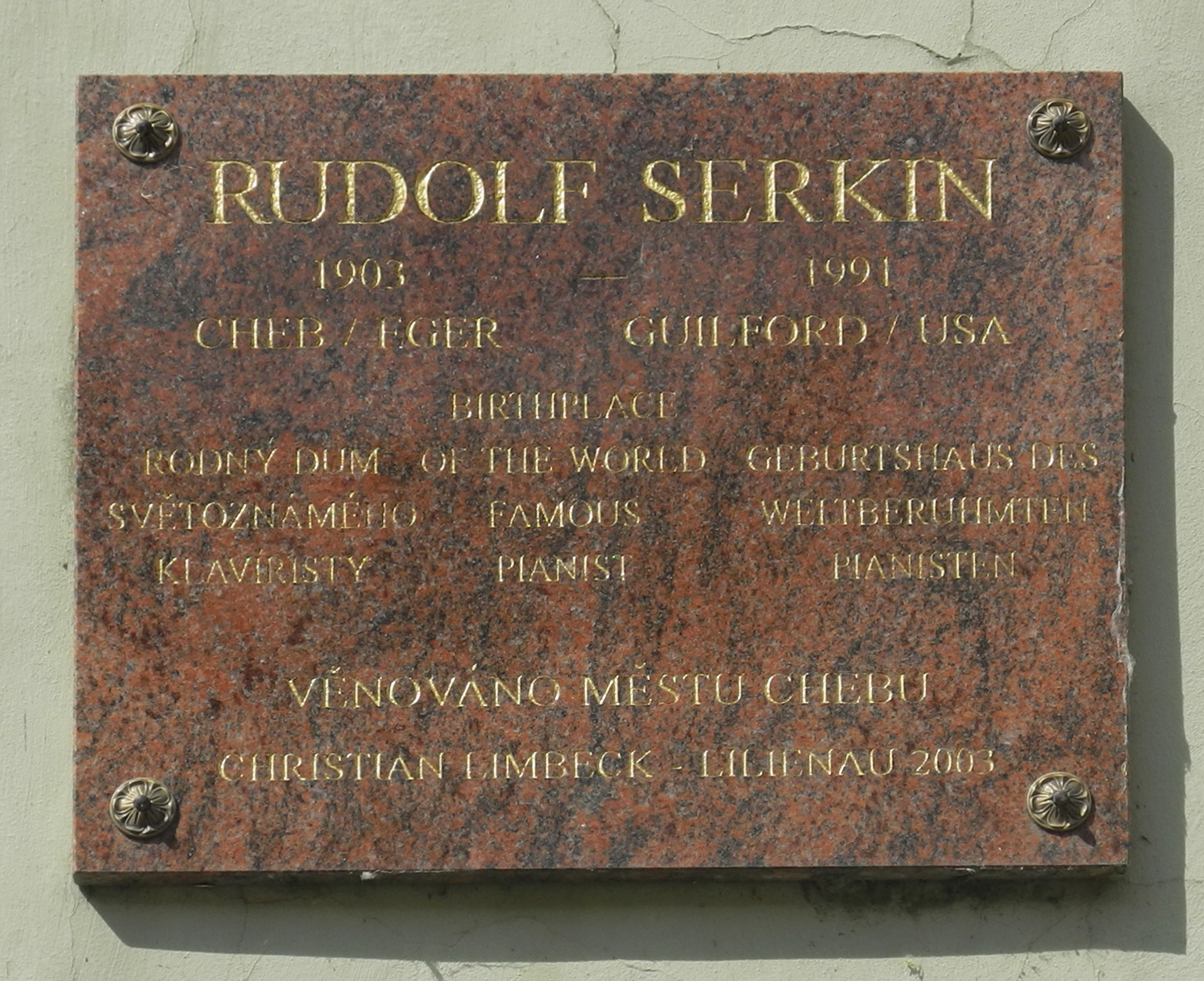
Pamětní tabule na Serkinově rodném domě v Chebu.

Narodil se v Chebu v židovské rodině. Jako zázračné dítě byl v devíti letech poslán do Vídně, aby se zde zdokonaloval ve hře na klavír pod vedením Richarda Roberta. Později studoval skladbu u Josepha Marxe.
Ve dvanácti letech prvně veřejně vystoupil s Vídeňskou filharmonií.
Během dospívání ho silně ovlivnil Arnold Schoenberg, v jehož hudební společnosti se Serkin angažoval. Roku 1920 zahájil koncertní kariéru. Žil v Berlíně u přítele houslisty Adolfa Busche. Po uchopení moci nacisty roku 1933 se odstěhoval do Švýcarska, usadil se v Basileji. Ve stejném roce prvně koncertoval v USA s velkými úspěchy. Roku 1939 se tam usadil. Hrál především s Newyorskou filharmonií a učil na Curtis Institute of Music ve Filadelfii a v letech 1968-1976 byl ředitelem této školy.
Roku 1951 založil, spolu s nerozlučným přítelem Buschem, letní školu Marlboro Music School and Festival ve Vermontu. Stal se v USA též velkým propagátorem díla Maxe Regera. Roku 1963 obdržel Prezidentskou medaili svobody. Roku 1984 získal cenu Grammy za nahrávku Brahmsových sonát.

### Rodina
V roce 1935 se oženil s Irene Buschovou, dcerou Adolfa Busche. Jejich syn Peter Serkin (1947-2020) se stal rovněž významným klavíristou.